# محمد مسكين
محمد مسكين كاتب مغربي (1951-1991) ولد بمدينة وجدة. امتهن التدريس التحق باتحاد كتاب المغرب سنة 1983م.

## أعماله
1. للراحل محمد مسكين مجموعة من النصوص المسرحية التي تم إخراجها وعرضها على الخشبة، كما وجد بعضها طريقه إلى النشر: - تراجيديا السيف الخشبي: مسرحية. الرباط: وزارة الإعلام والشبيبة والرياضة:
2. دار الستوكي للنشر، 1983، 44ص (سلسلة المطبوعات المسرحية، رقم 3). - عاشور، اصبر يا أيوب: مسرحيتان. طرابلس: المنشأة العامة للنشر والتوزيع والإعلام، 1985، 154ص. - مهرجان المهابيل، النزيف: مسرحيتان، الدار البيضاء، دار الأطفال، 1987، 103ص. - امرأة.. قميص.. زغاريد: مسرحيات. الرباط: اتحاد كتاب المغرب، 1991. (سلسلة إبداع).